# Mișca, Arad
Mișca (în maghiară: Tőzmiske) este satul de reședință al comunei cu același nume din județul Arad, Crișana, România. La recensământul din 2002 avea o populație de 1.209 locuitori.

## Așezare
Localitatea Mișca este situată în nordul județului, în Câmpia Crișurilor, pe Valea Teuzului, la o distanță de 57 km față de municipiul Arad.

## Istoria
Prima atestare documentară a localității Mișca datează din anul 1249. 

## Economia
Economia este una predominant agrară, în ultimii ani, mica industrie, comerțul și serviciile și-au căpătat un
loc important în spectrul economic al așezării.

## Atracții turistice
- Biserica Ortodoxă
- Valea Crișului Negru
- Valea Teuzului
- Valea Șartișului